# سورة الحج

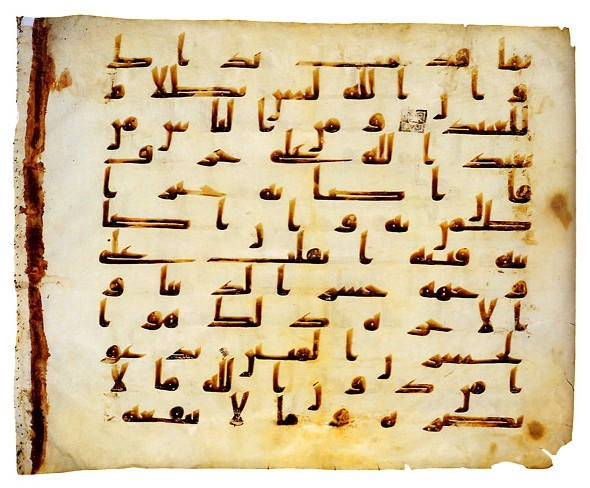
آيات من سورة الحج في مصحف عثمان بطشقند أوزبكستان بالخط الكوفي.

سورة الحج سورة مدنية إلا الآيات 52: 55 فنزلت بين مكة والمدينة المنورة، من المئين، آياتها 78، وترتيبها في المصحف 22، في الجزء السابع عشر، السورة بها سجدتين في الآية رقم 18و77، نزلت بعد سورة النور، بدأت بأسلوب نداء ﴿يَا أَيُّهَا النَّاسُ اتَّقُوا رَبَّكُمْ إِنَّ زَلْزَلَةَ السَّاعَةِ شَيْءٌ عَظِيمٌ ۝١﴾، وسُميت على اسم الحج لاشتمالها على بعض مناسك الحج، وهو اسم توقيفي، ولا يوجد اسم آخر للسورة، وتضمنت مواضيع كثيرة منها فريضة الحج ومناسكه، ويوم القيامة والبعث والنشور والعبودية لله، ومن أهم ما ورد في مناسبة السورة لما قبلها، أنه بدأت بالأمر بالتقوى، وهي أول سورة ورد فيها الإذن بالقتال، وأهم مقاصدها، تصحيح العقيدة والحث على الاستعداد ليوم المعاد.

## التعريف بالسورة وسبب التسمية

### التعريف بالسورة
سورة الحج من أعاجيب السور، فقد نزلت ليلاً ونهاراً، سفراً وحضراً، مكياً ومدنياً، سلمياً وحربياً، ناسخاً ومنسوخاً، محكماً ومتشابهاً، مختلف العدد.

### سبب التسمية
وسميت بسورة الحج لاشتمالها على مناسك الحج، وتعظيم الشعائر، ولإعلان فريضة الحج فيها على الناس، تخليدا لدعوة إبراهيم الخليل ، حين انتهى من بناء البيت العتيق ونادى لحج بيت الله الحرام، فتواضعت الجبال حتى بلغ الصوت أرجاء الأرض، وأسمع النطف في الأصلاب والأجنة في الأرحام، وأجابوا النداء لبيك اللهم لبيك، وليس لهذه السورة اسم آخر غير هذا الاسم.

## عدد آيات السورة، وكلماتها، وحروفها

### عدد آياتها
أربع وسبعون آية في عدَّ الشامي، وخمس في عدِّ البصري وعطاء، وست وسبعون في عدِّ المدنيين، وسبع وسبعون في عدِّ المكي، وثمان وسبعون في عدِّ الكوفي، خلافها خمس آيات: عدَّ الكوفي وحده (من فوق رؤوسهم الحميم) آية، وعدَّ أيضاً وحده (ما في بطونهم والجلود) آية، وعدَّ الكوفي والمكي والمدنيان والبصري (وعاد وثمود) آية، وعدَّ الكوفي والمكي والمدنيان (وقوم لوط) آية، وعدَّ المكي وحده (هو سماكم المسلمين) آية.

### عدد كلماتها
(ألف ومئتان وإحدى وتسعون كلمة).

### عدد حروفها
خمسة آلاف ومئة وخمسة وسبعون حرفاً.

## مكان نزول السورة وترتيبها وسبب نزولها

### مكان نزول السورة
نزلت سورة الحج بعد سورة النّور، ونزلت سورة النور بعد سورة الحشر، وكان نزول سورة الحشر فيما بين صلح الحديبية وغزوة تبوك: فيكون نزول سورة الحج في ذلك التاريخ أيضا، وعلى هذا تكون من السور المدنية، وهو المشهور في تاريخ نزولها، وقيل إن سورة الحج من السّور المكية، وقد استثنى من ذهب إلى ذلك، الآيات (19- 24)، فذهب إلى أنها نزلت بالمدينة، والجمهور على أنها مختلطة: منها مكيّة، ومنها مدنيّة.

### ترتيب نزول السورة
فقد نزلت بعد سورة النور، وذلك كما في ترتيب النزول، أما ترتيبها في المصحف فهي بعد سورة الأنبياء برقم (اثنين وعشرين).

### سبب نزول السورة
- أولاً: قوله تعالى: ﴿وَمِنَ النَّاسِ مَنْ يَعْبُدُ اللَّهَ عَلَى حَرْفٍ﴾ [الحج:11].

نزلت في أعراب كانوا يقدمون على رسول الله ﷺ المدينة مهاجرين من باديتهم، وكان أحدهم إذا قدم المدينة فإن صح بها جسمه ونتجت فرسه مهرا حسنا وولدت امرأته غلاما وكثر ماله وما شيته رضي واطمأن، وقال: ما أصبت منذ دخلت في ديني هذا إلا خيرا، وإن أصابه وجع المدينة وولدت امرأته جارية وأجهضت رماكه وذهب ماله وتأخرت عنه الصدقة، أتاه الشيطان فقال: والله ما أصبت منذ كنت على دينك هذا إلا شرا، فينقلب على دينه، فأنزل الله تعالى: ﴿وَمِنَ النَّاسِ مَنْ يَعْبُدُ اللَّهَ عَلَى حَرْفٍ﴾ [الحج:11].
- ثانياً: قوله تعالى: ﴿هَذَانِ خَصْمَانِ اخْتَصَمُوا فِي رَبِّهِمْ﴾ [الحج:19].

أخرج البخاري ومسلم والنسائي وابن ماجه عن أبي ذر  قال: نزلت ﴿هَذَانِ خَصْمَانِ اخْتَصَمُوا فِي رَبِّهِمْ﴾ [الحج:19] في الستة الذين برزوا يوم بدر: من قريش علي وحمزة وعبيدة بن الحارث، وشيبة بن ربيعة وعتبة بن ربيعة والوليد بن عتبة"، واختار هذا سبباً للنزول القرطبي والشنقيطي.
- ثالثا: قوله تعالى: ﴿أُذِنَ لِلَّذِينَ يُقَاتَلُونَ بِأَنَّهُمْ ظُلِمُوا﴾ [الحج:39].

قال المفسرون: كان مشركو أهل مكة يؤذون أصحاب رسول الله ﷺ فلا يزالون يجيئون من بين مضروب ومجشوج، فشكوهم إلى رسول الله ﷺ فيقول لهم: «اصبروا فإني لم أؤمر بالقتال»، حتى هاجر رسول الله ﷺ، فأنزل الله تعالى هذه الآية، وقال ابن عباس: لما أخرج رسول الله من مكة قال أبو بكر  إنا لله وإنا إليه راجعون، لنهلكن، فأنزل الله تعالى: ﴿أُذِنَ لِلَّذِينَ يُقَاتَلُونَ بِأَنَّهُمْ ظُلِمُوا﴾ [الحج:39] الآية، قال أبو بكر: فعرفت أنه سيكون قتال.
وقال ابن عاشور: (وذلك أن المشركين كانوا يؤذون المؤمنين بمكة أذى شديدا فذكر كلاما حتى قال: فلما هاجر نزلت هذه الآية بعد بيعة العقبة إذنا لهم بالتهيؤ للدفاع عن أنفسهم ولم يكن قتال قبل ذلك كما يؤذن به قوله تعالى عقب هذا: (الذين أخرجوا من ديارهم بغير حق)، ومما يتبيّن من أقوال المفسرين أن الآية نزلت بالإذن للرسول ﷺ والأصحاب بالقتال، إلا أنه ليس هناك ارتباط بين الأية والحديث لكونه مرسلاً؛ وهذا يضعّف الارتباط.
- رابعاً: قوله تعالى:﴿وَمَا أَرْسَلْنَا مِنْ قَبْلِكَ مِنْ رَسُولٍ وَلَا نَبِيٍّ إِلَّا إِذَا تَمَنَّى أَلْقَى الشَّيْطَانُ فِي أُمْنِيَّتِهِ فَيَنْسَخُ اللَّهُ مَا يُلْقِي الشَّيْطَانُ ثُمَّ يُحْكِمُ اللَّهُ آيَاتِهِ وَاللَّهُ عَلِيمٌ حَكِيمٌ ۝٥٢﴾ [الحج:52].

ذكر الطبري: "إن سبب نزول الآية، أن الشيطان كان ألقى على لسانه في بعض ما يتلوه مما أنزل الله عليه من القرآن ما لم ينزله الله عليه، فاشتدّ ذلك على رسول الله ﷺ واغتمَّ به، فسلاه الله مما به من ذلك بهذه الآيات.

## معنى (الحج)
في اللغة: (حج) بمعنى القصد، وكل قصد حج، واشتقت الحجة من هذا لأنها تقصد أو بها يقصد الحق المطلوب، وقيل: إن الحج هو القصد مطلقاً، أو كثرة القصد إلى من تعظمه، والحج بالفتح وبالكسر، فيقال:﴿وَلِلَّهِ عَلَى النَّاسِ حِجُّ الْبَيْتِ﴾ [آل عمران:97]، وهذا الأشهر في الحج.
في الاصطلاح: هو قصد مكة لأداء عبادة الطواف والسعي والوقوف بعرفة، وسائر المناسك، استجابة لأمر الله، وابتغاء مرضاته.

## خصائص السورة
لقد اختصت سورة الحج عن غيرها بعدد من الخصائص، أهمها:
1. سورة الحج تخاطب الناس جميعاً، وتدعوهم إلى تقوى الله ، وتذكرهم بيوم القيامة يوم يجعل الولدان شيبا.[11]
2. أنها السورة الوحيدة التي بها سجدتين، عن عقبة بن عامر، قال: قلت: يا رسول الله، فضلت سورة الحج بأن فيها سجدتين؟ قال: نعم، ومن لم يسجدهما فلا يقرأهما".[22]
3. سورة الحج من أعاجيب سور القرآن، لأن فيها مكيا ومدنيا، وحضرياً وسفرياً، وحربياً وسِلْمِيَّاً، وليلياً ونهارياً، وناسخاً ومنسوخاً.[23]

## موضوع السورة
ابتدأت السورة بمطلع ترتجف له القلوبُ، وتطيش لهوله العقول، ذلكم هو الزلزال الذي يكون بين يدي الساعة، ويزيد في الهول على خيال الإِنسان، لأنه لا يدك الدور والقصور فحسب، بل يصل هولُه إلى المرضعات الذاهلات عن أطفالهن، والحوامل المسقطات حملهن، والناس الذين يترنحون كأنهم سكرى من الخمر، وما بهم شيء من السكر والشراب، ولكنه الموقف الذي تتزلزل له القلوب ﴿يَا أَيُّهَا النَّاسُ اتَّقُوا رَبَّكُمْ إِنَّ زَلْزَلَةَ السَّاعَةِ شَيْءٌ عَظِيمٌ ۝١﴾ [الحج:1] … الآيات.
- تنقلت السورة من أهوال الساعة إلى أدلة البعث والنشور، لتقيم الأدلة والبراهين على البعث بعد الفناء، ثم الانتقال إلى دار الجزاء، لينال الإِنسان جزاءه إن خيراً فخير، وإن شراً فشر، وتحدثت عن بعض مشاهد القيامة، حيث يكون الأبرار في دار النعيم، والفجار في دار الجحيم، فالحج يذكرنا بيوم القيامة وبزحمة ذلك اليوم والناس يملأون أرجاء الأرض وكلهم متجهون إلى مكان واحد في لباس واحد في حرّ الشمس (النفرة من مزدلفة والنزول من عرفة والتوجه لرمي الجمرات)، ولذا جاءت الآيات في أول السورة عن يوم القيامة ﴿يَا أَيُّهَا النَّاسُ اتَّقُوا رَبَّكُمْ إِنَّ زَلْزَلَةَ السَّاعَةِ شَيْءٌ عَظِيمٌ ۝١ يَوْمَ تَرَوْنَهَا تَذْهَلُ كُلُّ مُرْضِعَةٍ عَمَّا أَرْضَعَتْ وَتَضَعُ كُلُّ ذَاتِ حَمْلٍ حَمْلَهَا وَتَرَى النَّاسَ سُكَارَى وَمَا هُمْ بِسُكَارَى وَلَكِنَّ عَذَابَ اللَّهِ شَدِيدٌ ۝٢﴾ وكم تساءلنا عند قراءتنا لسورة الحج ما الرابط بين يوم القيامة وسورة الحج! والآن وضحت الصورة وفهمنا مراد الله من هذه الآيات فما أنزل الله الآيات إلا في مكانها المناسب بتدبير وحكمة.
- والحج يذكرنا بيوم البعث، فمنظر الحجيج في مزدلفة وهم نيام بعد وقوفهم في عرفة عليهم آثار التعب ويعلوهم التراب والغبار ثم يؤذن لصلاة الصبح فتراهم يقومون وينفضون عنهم التراب كما لو أنهم بعثوا من قبورهم يوم البعث.
- ثم انتقلت للحديث عن الحكمة من الإِذن بقتال الكفار، والحديث عن القرى المدمرة بسبب ظلمها وطغيانها، لبيان سنة الله في الدعوات، وتطميناً للمسلمين بالعاقبة التي تنتظر الصابرين.
- والحج يذكرنا بالجهاد ولذا جاءت آيات الجهاد في السورة بعد آيات الحج لأنّ الحج تدريب قاس على الجهاد لما فيه ارتحال من مكان لآخر وتعب والتزام بأوقات ومشاعر أمر بها الله وعلّمنا إياها رسولنا الكريم.
- والحج يذكرنا بالعبودية الخالصة لله فالكل في الحج يدعون إلهاً واحدا في عرفة حتى الشجر والدواب والطير والسموات والأرض كلهم يدعو ربه ويسبحه لكن لا نفقه تسبيحهم. ﴿أَلَمْ تَرَ أَنَّ اللَّهَ يَسْجُدُ لَهُ مَنْ فِي السَّمَاوَاتِ وَمَنْ فِي الْأَرْضِ وَالشَّمْسُ وَالْقَمَرُ وَالنُّجُومُ وَالْجِبَالُ وَالشَّجَرُ وَالدَّوَابُّ وَكَثِيرٌ مِنَ النَّاسِ وَكَثِيرٌ حَقَّ عَلَيْهِ الْعَذَابُ وَمَنْ يُهِنِ اللَّهُ فَمَا لَهُ مِنْ مُكْرِمٍ إِنَّ اللَّهَ يَفْعَلُ مَا يَشَاءُ ۝١٨﴾ [الحج:18]، وضربت السورة مثلاً لعبادة المشركين للأصنام، وبيَّنت أن هذه المعبودات أعجز وأحقر من أن تخلق ذبابة فضلاً عن أن تخلق إنساناً سميعاً بصيراً، ودعت إلى اتباع ملة الخليل إبراهيم، وركن التوحيد.
- في ختام السورة تأتي آية سجدة ﴿يَا أَيُّهَا الَّذِينَ آمَنُوا ارْكَعُوا وَاسْجُدُوا وَاعْبُدُوا رَبَّكُمْ وَافْعَلُوا الْخَيْرَ لَعَلَّكُمْ تُفْلِحُونَ ۝٧٧﴾ [الحج:77] وهناك مفارقة بين هذه السجدة والسجدة في سورة العلق ﴿كَلَّا لَا تُطِعْهُ وَاسْجُدْ وَاقْتَرِبْ ۝١٩﴾ فالسجدة في سورة العلق كانت أول آية سجدة في القرآن وهي خاصة بالرسول وحده أما آية السجدة في آخر سورة الحج فهي آخر آية سجدة نزلت وهي موجهة للمؤمنين جميعاً.

## مناسبة السورة بموضوعها وما قبلها وبعدها

### المناسبة بين اسم السورة ومحورها
هناك ارتباط وثيق بين اسم السورة ومحورها، حيث إن محور السورة يحث على تقوى الله، والحج شعيرة من شعائر الله افترضها على الإنسان المسلم البالغ العاقل المقتدر، ويُستلزم لأداء هذه الشعيرة تقوى الله في جلب أموالها وفي كل مناسكها، فالتناسب قائم ومتحقق بين اسم السورة ومحورها.

### مناسبتها السورة لما قبلها
لم ختم سورة الأنبياء بوصف الساعة في قوله:﴿وَاقْتَرَبَ الْوَعْدُ الْحَقُّ فَإِذَا هِيَ شَاخِصَةٌ أَبْصَارُ الَّذِينَ كَفَرُوا يَا وَيْلَنَا قَدْ كُنَّا فِي غَفْلَةٍ مِنْ هَذَا بَلْ كُنَّا ظَالِمِينَ ۝٩٧﴾ [الأنبياء:97]، وافتتح هذه بذلك، فقال: ﴿إِنَّ زَلْزَلَةَ السَّاعَةِ شَيْءٌ عَظِيمٌ ۝١ يَوْمَ تَرَوْنَهَا تَذْهَلُ كُلُّ مُرْضِعَةٍ عَمَّا أَرْضَعَتْ وَتَضَعُ كُلُّ ذَاتِ حَمْلٍ حَمْلَهَا وَتَرَى النَّاسَ سُكَارَى﴾ [الحج:1–2].
لما افتتحت سورة الأنبياء بقوله تعالى: ﴿اقْتَرَبَ لِلنَّاسِ حِسَابُهُمْ﴾ [الأنبياء:1]، وكان في معرض التهديد، وتكرر في مواضع عدة..، وقد ختمت بمثل ما به ابتدئت، واتصل بذلك ما يناسبه في سورة الحج من الإعلام بهول الساعة وعظيم أمرها فقال تعالى﴿يَا أَيُّهَا النَّاسُ اتَّقُوا رَبَّكُمْ﴾ [الحج:1]، إلى قوله تعالى:﴿وَلَكِنَّ عَذَابَ اللَّهِ شَدِيدٌ﴾ [الحج:2].
وفي السورة المتقدمة بيان قصص أكثر من عشرة من الأنبياء تدور على ما قاموا به من إثبات توحيد الله، ونبذ الشرك، والإيمان بالبعث، وفي هذه السورة استدلال بخلق الإنسان بأطواره المتعددة وبإبداع السموات والأرض على قدرة الله على إحياء البشر للبعث، وعلى وجوده تعالى ووحدانيته، ثم تنبيه الأفكار على الالتفات لأحوال أهل القرى الظالمة التي أهلكها الله، والاتعاظ بها بسبب تكذيبهم الرسل.

### مناسبة السورة لما بعدها
قال الإمام أبو جعفر بن الزبير: "فُصِّل في افتتاحها ما أُجمل في قوله تعالى: ﴿يَا أَيُّهَا الَّذِينَ آمَنُوا ارْكَعُوا وَاسْجُدُوا وَاعْبُدُوا رَبَّكُمْ وَافْعَلُوا الْخَيْرَ لَعَلَّكُمْ تُفْلِحُونَ ۝٧٧﴾ [الحج:77]، وأعلم بما ينبغي للراكع والساجد التزامه من الخشوع، ولالتحام الكلامين ما ورد الأول أمراً والثاني مدحه وتعريفاً بما به كمال الحال، وكأنه لما أمر المؤمنين، وأطمع بالفلاح جزاء لامتثاله، كان مظنة لسؤاله عن تفصيل ما أمر به من العبادة وفعل الخير الذي به يكمل فلاحه، فقيل له: المفلح من التزم كذا وكذا، وذكر سبعة أضرب من العبادة هي أصول لما وراءها ومستتبعة سائر التكاليف، وقد بسط حكم كل عبادة منها وما يتعلق بها في الكتاب والسنة؛ ولما كانت المحافظة على الصلاة منافرة إتيان المأثم جملة: ﴿إِنَّ الصَّلَاةَ تَنْهَى عَنِ الْفَحْشَاءِ وَالْمُنْكَرِ﴾ [العنكبوت:45]، لذلك ما ختمت بها هذه العبادات بعد التنبيه على محل الصلاة من هذه العبادة بذكر الخشوع فيها أولاً، واتبعت هذه الضروب السبعة بذكر أطوار سبعة يتقلب فيها الإنسان قبل خروجه إلى الدنيا فقال تعالى: ﴿وَلَقَدْ خَلَقْنَا الْإِنْسَانَ مِنْ سُلَالَةٍ مِنْ طِينٍ ۝١٢﴾ [المؤمنون:12] - إلى قوله: ﴿ثُمَّ أَنْشَأْنَاهُ خَلْقًا آخَرَ فَتَبَارَكَ اللَّهُ أَحْسَنُ الْخَالِقِينَ﴾ [المؤمنون:14]، وكأن قد قيل له: إنما كمل خلقك وخروجك إلى الدنيا بعد هذه التقلبات السبعة.
وإنما تتخلص من دنياك بالتزام هذه العبادات السبع، وقد وقع عقب هذه الآيات قوله تعالى:﴿وَلَقَدْ خَلَقْنَا فَوْقَكُمْ سَبْعَ طَرَائِقَ﴾ [المؤمنون:17] ولعل ذلك مما يقرر هذا الاعتبار ووارد لمناسبته - والله أعلم، وكما أن صدر هذه السورة مفسر لما أجمل في الآيات قبلها فكذا الآيات بعد مفصلة لمجمل ما تقدم في قوله تعالى: ﴿يَا أَيُّهَا النَّاسُ إِنْ كُنْتُمْ فِي رَيْبٍ مِنَ الْبَعْثِ فَإِنَّا خَلَقْنَاكُمْ مِنْ تُرَابٍ ثُمَّ مِنْ نُطْفَةٍ﴾ [الحج:5]، وهذا كاف في التحام السورتين.

## مقاصد سورة الحج
1. مقصود السورة على طريق الإجمال: الأمر بالتقوى، والتخويف من أهوال الساعة، وشدائد يوم القيامة.[1]
2. إثبات الحشر والنشر، وجدال أهل الباطل مع أهل الحق، وذمّ أهل النفاق وعبادة الأوثان، ومدح المؤمنين وبيان رعاية الله لرسوله، ونصره رغم أنف الكافرين، وسجود الكائنات لله.[14]
3. الاستدلال على نفي الشرك وخطاب المشركين بأن يقلعوا عن المكابرة في الاعتراف بانفراد الله بالإلهية وعن المجادلة في ذلك اتباعاً لوساوس الشياطين، وأن الشياطين لا تغني عنهم شيئا.[10]
4. وصف المشركين بأنهم في تردد من أمرهم في اتباع دين الإسلام، والتعريض بالمشركين بتكبرهم عن سنة إبراهيم  الذي ينتمون إليه ويحسبون أنهم حماة دينه وأمناء بيته، وهم يخالفونه في أصل الدين.[28]
5. بيان حرمة المسجد الحرام، وفرضية الحج ومنافعه، وحرماته وشعائره، ومناسكه وذبائحه.[3]
6. بيان أسباب فرضية القتال، ومقومات النصر على الأعداء، مع تسلية الرسول ﷺ عما ناله من أذى قومه، وتكذيبهم له، والتعريف بحال أهل القرى الظالمة التي أهلكها الله، وجعل العاقبة للمتقين، وتحديد مهمة النبي ﷺ وهي إنذار مكذبي القرآن بالنار، وتبشير المؤمنين الذين يعملون الصالحات بالجنة والنعيم، وإظهار مدى فضل الله على المهاجرين وإثابتهم.[28]
7. تذكير الناس بنعم الله عليهم، وأن الله اصطفى خلقاً من الملائكة ومن الناس.[10]

## المحتوى العام للسورة
محتوى السورة وأسلوبها وطريقتها أقرب إلى السور المكية، فموضوعات التوحيد والتخويف من الساعة، وإثبات البعث وإنكار الشّرك، ومشاهد القيامة، وآيات الله المبثوثة في صفحات الكون، بارزة في السورة.
ومن الموضوعات المدنية في سورة الحج: حماية الشعائر، والوعد بنصر الله لمن يقع عليه البغي، وهو يردّ العدوان، والأمر بالجهاد في سبيل الله.
وفي السورة موضوعات أخرى عولجت بطريقة القرآن المكّي، وتغلب عليها السّمات المكية، وهذه السمات تجعل السورة مما يشبه المكّيّ وهو مدني.
ومن محتويات السورة أيضاً، الحديث عن تعظيم الحرمات والشعائر، والكلام عن أدلة القدرة الإلهية من خلق الليل والنهار، والسماء والأرض، والإحياء والإماتة، والعلم الشامل لجميع مكنونات الكون، وتفرد الله بالحساب والفصل والحكم بين الناس، ثم بيان مدى تبرم الكفار بآيات الله، وإظهار الغضب على وجوههم، وتحديهم بأن معبوداتهم من الأصنام وغيرها لا تستطيع خلق ذبابة، فضلا عن خلق الإنسان، وأن منشأ شركهم إقفار قلوبهم من تقدير الله حق قدره، علما بأن الله يرسل رسلا من الملائكة ومن البشر لتبليغ الرسالة الإلهية على أتم وجه.
ومن موضوعاتها: الحديث عن إقامة الصلاة، وإيتاء الزكاة، والجهاد في سبيل الله حق الجهاد، وأردف ذلك بالتذكير بسماحة الإسلام، وأن الدين يسر لا عسر.

## الناسخ والمنسوخ في السورة
سورة (الحج) تحتوي على ثلاث آيات منسوخات:
الآية الأولى: قوله تعالى: ﴿قُلْ يَا أَيُّهَا النَّاسُ إِنَّمَا أَنَا لَكُمْ نَذِيرٌ مُبِينٌ ۝٤٩﴾ [الحج:49]، نُسخ معنى الإنذار بآية السيف.
الآية الثانية: قوله تعالى: ﴿وَإِنْ جَادَلُوكَ فَقُلِ اللَّهُ أَعْلَمُ بِمَا تَعْمَلُونَ ۝٦٨﴾ [الحج:68]، اختلفوا في هذه الآية على قولين:
- أحدهما: أنها نزلت قبل الأمر بالقتال ثم نسخت بآية السيف.
- الثاني: أنها نزلت في حق المنافقين كانت تظهر منهم فلتات ثم يجادلون عليها فأمر أن يكل أمورهم إلى الله، فالآية على هذا محكمة.

الآية الثالثة: قوله تعالى: ﴿وَجَاهِدُوا فِي اللَّهِ حَقَّ جِهَادِهِ﴾ [الحج:78]، فيها قولان:
- أحدهما: أنها منسوخة، لأن فعل ما فيه وفاء لحق الله لا يتصور من أحد، واختلف هؤلاء في ناسخها على قولين:
  1. أحدهما: أنه قوله:﴿لَا يُكَلِّفُ اللَّهُ نَفْسًا إِلَّا وُسْعَهَا﴾ [البقرة:286].
  2. الثاني:﴿فَاتَّقُوا اللَّهَ مَا اسْتَطَعْتُمْ﴾ [التغابن:16].
- والقول الثاني: أنها محكمة، لأن حق الجهاد الجد في المجاهدة، وبذل الإمكان مع صحة القصد، فعلى هذا هي محكمة ويوضحه أن الله تعالى لم يؤمر بما لا يتصور، فبان أن قوله: {ما استطعتم} تفسير لحق الجهاد فلا يصح نسخ، كما بينا في قوله تعالى في آل عمران: ﴿اتَّقُوا اللَّهَ حَقَّ تُقَاتِهِ﴾ [آل عمران:102].[30]

## اللغة والبلاغة في السورة

### اللغة في سورة الحج
{زَلْزَلَةَ السَّاعَةِ}: (الزلزلة): حقيقتها تحرك عنيف في جهة من سطح الأرض من أثر ضغط مجاري الهواء الكائن في طبقات الأرض القريبة من ظاهر الأرض، وهي من الظواهر الأرضية المرعبة ينشأ عنها تساقط البناء وقد ينشأ عنها خسف الأشياء في باطن الأرض.
و(الساعة): علم بالغلبة في اصطلاح القرآن على وقت فناء الدنيا والخلوص إلى عالم الحشر الأخروي، قال تعالى: ﴿إِذَا زُلْزِلَتِ الْأَرْضُ زِلْزَالَهَا ۝١﴾ [الزلزلة:1]، إلى قوله: ﴿يَوْمَئِذٍ يَصْدُرُ النَّاسُ أَشْتَاتًا لِيُرَوْا أَعْمَالَهُمْ ۝٦﴾ [الزلزلة:6]، وإضافة زلزلة إلى الساعة على معنى (في)، أي الزلزلة التي تحدث وقت حلول الساعة.
(مَرِيدٍ): قال الزجاج: "المريد والمارد: المرتفع الأملس، وقال في القاموس وشرحه: المارد: العاتي المرتفع، يقال: بناء مارد، أي مرتفع، وهو مجاز وجمعه مردة وماردون ومرّاد، والمريد: الشديد المرادة، والخبيث الشرير وجمعه مرد، ومؤنثه مرداء، يقال: مرد على جرد أي شبان مرد على خيول جرد.
(النطفة): قال الراغب: النطفة: الماء الصافي، ويعبر بها عن ماء الرجل، قيل: والتخصيص على هذا مع أن الخلق من ماءين، لأن معظم أجزاء الإنسان مخلوق من ماء الرجل، والحق أن النطفة كما يعبر بها عن مني الرجل، يعبر بها عن المني مطلقاً، وكلام الراغب ليس نصا في نفي ذلك، والظاهر أن المراد: النطفة التي يخلق منها كل واحد بلا واسطة، وقيل: المراد نطفة آدم  وحكي ذلك عن النقاش وهو من البعد في غايته.
(ثُمَّ مِنْ عَلَقَةٍ): أي قطعة من الدم جامدة متكونة من المني.
(ثُمَّ مِنْ مُضْغَةٍ): أي قطعة من اللحم متكونة من العلقة وأصلها قطعة لحم بقدر ما يمضع.
(طِفْلًا): الطفل بكسر الطاء يطلق على الولد من حين الانفصال الى حين البلوغ.
و(هامِدَةً): الهمود السكون والخشوع، وهمدت الأرض، يبست ودرست وهمد الثوب بلي.
و(ثانِيَ عِطْفِهِ): الثني: اللي وفي القاموس ثنى يثني الشيء عطفه وطواه ورد بعضه على بعض وكفه والعطف: الجانب يعطفه الإنسان ويلويه ويميله عند الاعراض عن الشيء وهو تعبير يراد به التكبر.
(على حرف): وحقيقته في اللغة: على حرف طريقة الدين أي ليس داخلا فيه بكليته.
﴿يُصْهَرُ بِهِ مَا فِي بُطُونِهِمْ وَالْجُلُودُ ۝٢٠﴾ [الحج:20]: أي يذاب، يقال: صهرت النار الشّحمة، والصّهارة: ما أذيب من الألية.

### البلاغة في سورة الحج
تضمنت السورة وجوهاً بلاغية كثيرة نوجز بعضاً منها:
1. في قوله تعالى: ﴿يَا أَيُّهَا النَّاسُ اتَّقُوا رَبَّكُمْ إِنَّ زَلْزَلَةَ السَّاعَةِ﴾ [الحج:1]، استعارة، لأن حقيقة الزلزلة هي حركة الأرض على الحال المفزعة، فالمراد بزلزلة الساعة رجفان القلوب من الخوف...، وزلات الأقدام من روعة موقعها، ويشهد بذلك قوله سبحانه: ﴿وَتَرَى النَّاسَ سُكَارَى وَمَا هُمْ بِسُكَارَى﴾ [الحج:2]، يريد تعالى من شدة الخوف والوجل، والذهول.[14]
2. في قوله تعالى:﴿وَتَرَى النَّاسَ سُكَارَى﴾ [الحج:2]: تشبيه بليغ، حذف فيه أداة التشبيه والشبه، أي كالسكارى من شدة الهول.[26]
3. في قوله تعالى: ﴿وَتَرَى الْأَرْضَ هَامِدَةً فَإِذَا أَنْزَلْنَا عَلَيْهَا الْمَاءَ اهْتَزَّتْ وَرَبَتْ وَأَنْبَتَتْ مِنْ كُلِّ زَوْجٍ بَهِيجٍ﴾ [الحج:5]، هذه الآية فيها فنون بلاغية كثيرة، تلخيصها فيما يلي:
  1. ائتلاف الطباق والتكافؤ: لمجيء أحد الضدين أو أحد المتقابلين حقيقة والآخر مجازا فهمود الأرض واهتزازها ضدان لأن الهمود سكون فالاهتزاز هنا حركة خاصة وهما مجازان والربو والإنبات ضدان وهما حقيقتان وإنما قلنا ذلك لأن الأرض تربو حالة نزول الماء عليها وهي لا تنبت في تلك الحالة، فإذا انقطعت مادة السماء، وجفف الهواء رطوبة الماء خمد الربو وعادت الأرض الى حالها من الاستواء وتشققت وأنبتت فصدر الآية تكافؤ وما قابله في عجزها طباق.[31]
  2. الارداف: وفيها مع هذين الفنين فن الارداف وهو كما ذكر قدامة في نقد الشعر أن يريد المتكلم معنى فلا يعبر عنه بلفظه الموضوع له ولا بلفظ الاشارة الدال على المعاني الكثيرة بل بلفظ هو ردف المعنى الخاص وتابعه قريب من لفظ المعنى الخاص قرب الرديف من الردف وقد تقدمت الاشارة اليه في هود، وهنا في هذه الآية عدل عن لفظي الحركة والسكون الحقيقيين الى أردافهما من لفظي الهمود والاهتزاز لما في لفظي الارداف من الملاءمة للمعنى المراد لأن الهمود يراد به الموت، والأرض في حال عطلها من السقي والنبات موات فكان العدول الى لفظ الهمود المعبر به عن الموت أولى من لفظ السكون والاهتزاز المجازي مشعر بالعطالة كاهتزاز الممدوح للمدح فلأجل ذلك عدل عن لفظ الحركة العام الى لفظ الحركة الخاص لما يشعر أن الأرض ستعطي عند سقيها ما يرضي من نباتها بتنزل السقي لها منزلة ما يسرها فاهتزت لتشعر بالعطاء فقد ظهرت فائدة العدول الى لفظ الارداف لما يعطيه من هذه المعاني التي لا يعطيها لفظ الحقيقة.
  3. التهذيب: وقد جاء نظم هذه الآية مع ما تضمن من التكافؤ والطباق والارداف والائتلاف منعوتا بالتهذيب لما فيه من حسن الترتيب حيث تقدم فيه لفظ الاهتزاز على لفظ الربو ولفظ الربو على الإنبات لأن الماء إذ نزل على الأرض فرق أجزاءها ودخل في خلالها، وتفريق أجزاء الجواهر الجمادية هو حركتها حالة تفرق الاتصال لأن انقسام الجوهر يدل على انتقال قسميه أو أحدهما عن حيزه ولا معنى للحركة إلا هذا.[31]
  4. المجاز: ففي قوله تعالى ﴿وَأَنْبَتَتْ مِنْ كُلِّ زَوْجٍ بَهِيجٍ﴾ [الحج:5]، فقد أسند الإنبات للأرض وهو مجاز عقلي لأن المنبت في الحقيقة هو الله تعالى وقد تقدم القول غير مرة في المجاز ونزيد هنا أن المجاز خلاف الحقيقة والحقيقة فعيلة بمعنى مفعولة من أحق الأمر يحقه إذا أثبته أو من حققته إذا كنت على يقين وانما سمي خلاف المجاز بذلك لأنه شيء مثبت معلوم بالدلالة والمجاز مفعل من جاز الشيء يجوزه إذا تعداه فإذا عدل باللفظ عما يوجبه أصل اللغة وصف بأنه مجاز على أنهم جازوا به موضعه الأصلي أو جاز هو مكانه الذي وضع فيه أولا.[31]
4. قوله تعالى: ﴿يُضِلُّهُ وَيَهْدِيهِ إِلَى عَذَابِ السَّعِيرِ﴾ [الحج:4]: طباق وأسلوب تهكم، ففي قوله تعالى: {يُضِلُّهُ ويَهْدِيهِ} بينهما طباق، وفي قوله تعالى: ﴿وَيَهْدِيهِ إِلَى عَذَابِ السَّعِيرِ﴾ [الحج:4]: أسلوب تهكم.[26]
5. في قوله تعالى:﴿أَلَمْ تَرَ أَنَّ اللَّهَ يَسْجُدُ لَهُ مَنْ فِي السَّمَاوَاتِ وَمَنْ فِي الْأَرْضِ وَالشَّمْسُ وَالْقَمَرُ وَالنُّجُومُ وَالْجِبَالُ وَالشَّجَرُ وَالدَّوَابُّ﴾ [الحج:18]، استعارة، والمراد، والله أعلم، بسجود الشمس والقمر والنجوم والشجر، وما ليس بحيوان مميز، ما يظهر فيه من آثار الخضوع لله سبحانه، وعلامات التدبير، ودلائل التصريف والتسخير، فيحسن لذلك أن يسمّى ساجدا على أصل السجود في اللغة، لأنه الخضوع والاستكانة، أو يكون ذلك على معنى آخر، وهو أن الذي يظهر في الأشياء التي عدّدها، من دلائل الصنعة، وأعلام القدرة، يدعو العارفين الموقنين إلى السجود، ويبعثهم على الخضوع، اعترافا له سبحانه بالاقتدار، وإخباتا له بالإقرار.[14]

## القراءات لبعض الكلمات في السورة
﴿وَتَرَى النَّاسَ سُكَارَى وَمَا هُمْ بِسُكَارَى﴾ [الحج:2]: اخْتلفُوا في ضم السِّين وَإِثْبَات الْألف وَفتح السِّين وَإِسْقَاط الْألف من قَوْله ﴿وَتَرَى النَّاسَ سُكَارَى وَمَا هُمْ بِسُكَارَى﴾ [الحج:2]، فَقَرَأَ ابْن كثير وَنَافِع وَعَاصِم وَابْن عَامر وَأَبُو عَمْرو: {سُكارى وَمَا هم بسُكارى}، بِضَم السِّين فيهمَا وبالألف، وَقَرَأَ حَمْزَة والكسائى:﴿وَتَرَى النَّاسَ سُكَارَى وَمَا هُمْ بِسُكَارَى﴾ [الحج:2] بِغَيْر ألف فيهمَا وَالسِّين مَفْتُوحَة.
(واختلفوا) في: {ربت} هنا وحم السجدة فقرأ أبو جعفر (ربأت) بهمزة مفتوحة بعد الباء في الموضعين، وقرأ الباقون بحذف الهمزة فيهما، وتقدم ليضل عن في إبراهيم، وانفرد ابن مهران عن روح بإثبات الألف في خسر الدنيا على وزن فاعل وخفض الآخرة، وكذا روى زيد عن يعقوب، وهي قراءة حميد ومجاهد وابن محيصن وجماعة إلا ابن محيصن بنصب الآخرة.
وفي قوله تعالى: {ثُمَّ لْيَقْطَعْ}: قرأ ابن عامر، وأبو عمرو، وورش عن نافع، ورويس عن يعقوب: «ثمّ ليقطع» بكسر اللام، وقرأ الباقون: «ثمّ ليقطع» بإسكان اللام.

## الفوائد الفقهية في السورة
الفائدة الأولى في قوله تعالى:﴿وَأَذِّنْ فِي النَّاسِ بِالْحَجِّ يَأْتُوكَ رِجَالًا وَعَلَى كُلِّ ضَامِرٍ يَأْتِينَ مِنْ كُلِّ فَجٍّ عَمِيقٍ ۝٢٧ لِيَشْهَدُوا مَنَافِعَ لَهُمْ وَيَذْكُرُوا اسْمَ اللَّهِ فِي أَيَّامٍ مَعْلُومَاتٍ عَلَى مَا رَزَقَهُمْ مِنْ بَهِيمَةِ الْأَنْعَامِ فَكُلُوا مِنْهَا وَأَطْعِمُوا الْبَائِسَ الْفَقِيرَ ۝٢٨ ثُمَّ لْيَقْضُوا تَفَثَهُمْ وَلْيُوفُوا نُذُورَهُمْ وَلْيَطَّوَّفُوا بِالْبَيْتِ الْعَتِيقِ ۝٢٩﴾ [الحج:27–29] .

### أولاً: حكمة الحجّ
شرع الله الحج إلى بيته الكريم لمنافع عظيمة تعود على المسلمين في دينهم ودنياهم:
1. مناسك الحج من أعظم مظاهر الخشية والإخلاص لله في الذكر والدعاء والعبادة.
2. وهي كذلك دلائل على التجرّد من زينة الدنيا، وبواعث على عدم التعلق بشهواتها وزخرفها.
3. وهي بواعث على الرحمة والإحسان، والعدل والمساواة، إذ يكون الناس هناك في مستوى واحد، لا فرق بين أمير ومأمور، ولا بين غني وفقير.
4. هذا إلى ما يعود على سكان مكة، وجزيرة العرب، والناس جميعا من المنافع المعيشية والتجارية، وما يتهيأ لهم هناك من الاجتماع والتعارف، والاتفاق على ما ينهض بالمسلمين في جميع بقاع الأرض.

### ثانياً: تاريخ مشروعية الحج
أما تاريخ مشروعيته فأنت تعلم أنّه كان مفروضا في زمن سيدنا إبراهيم ، والآيات التي معنا من أقوى الدلائل على ذلك، فإذا قلنا: إن فرضيته باقية لم تنسخ في عهد نبي بعده كانت الأوامر الواردة به في شريعتنا تأكيدا لهذه الفرضية، وإذا علمت أن نبينا محمدا ﷺ قد حجّ حجتين قبل الهجرة، وحج بعد الهجرة حجة الوداع في السنة العاشرة، علمت أنّ أولى هذه الحجات وقعت عن فريضة الإسلام، وإن قلنا: إن فرضيته قد نسخت بعد سيدنا إبراهيم، كان وجوبه علينا ثابتا بقوله تعالى: ﴿وَلِلَّهِ عَلَى النَّاسِ حِجُّ الْبَيْتِ مَنِ اسْتَطَاعَ إِلَيْهِ سَبِيلًا﴾ [آل عمران:97]، إذا هي الآية الصريحة في هذا الوجوب.
الفائدة الثانية في قوله تعالى: ﴿وَالْمَسْجِدِ الْحَرَامِ الَّذِي جَعَلْنَاهُ لِلنَّاسِ سَوَاءً الْعَاكِفُ فِيهِ وَالْبَادِ﴾ [الحج:25]، فيها قولان:
1. أحدهما: أنه أراد به المسجد نفسه، دون الحرم؛ وهو ظاهر القرآن؛ لأنه لم يذكر غيره.
2. الثاني: أنه أراد به الحرم كله؛ لأن المشركين صدوا رسول الله ﷺ وأصحابه عنه، فنزل خارجا منه في الحل، وعيرهم الله بذلك، ودل عليه أيضا قوله: ﴿وَالْمَسْجِدِ الْحَرَامِ﴾ [الحج:25]، فصفة الحرام تقتضي الحرم كله،؛ لأنه بصفته في التحريم، وآخذ بجزاء عظيم من التكرمة والتعظيم بإجماع من المسلمين؛ ألا ترى إلى قوله تعالى: ﴿جَعَلَ اللَّهُ الْكَعْبَةَ الْبَيْتَ الْحَرَامَ قِيَامًا لِلنَّاسِ﴾ [المائدة:97]، وكان الحرم مثله؛ لأنه حريمه، وحريم الدار من الدار.[39]

الفائدة الثالثة في قوله تعالى: ﴿أُذِنَ لِلَّذِينَ يُقَاتَلُونَ بِأَنَّهُمْ ظُلِمُوا وَإِنَّ اللَّهَ عَلَى نَصْرِهِمْ لَقَدِيرٌ ۝٣٩﴾ [الحج:39]:
مشروعية القتال لإعلاء كلمة الله بأن يعبد وحده ولا يضطهد أولياؤه، بيان سر الإذن بالجهاد ونصرة الله لأوليائه الذين يقاتلون من أجله.
الفائدة الرابعة في قوله تعالى: ﴿يَا أَيُّهَا الَّذِينَ آمَنُوا ارْكَعُوا وَاسْجُدُوا وَاعْبُدُوا رَبَّكُمْ وَافْعَلُوا الْخَيْرَ لَعَلَّكُمْ تُفْلِحُونَ ۝٧٧﴾ [الحج:77]:
ومعنى قوله تعالى: يا أيها الذين صدقوا الله ورسوله (ارْكَعُوا) لله في صلاتكم (واسْجُدُوا) له فيها (وَاعْبُدُوا رَبَّكُمْ) يقول: وذلوا لربكم، واخضعوا له بالطاعة، الذي أمركم ربكم بفعله (لَعَلَّكُمْ تُفْلِحُونَ) يقول: لتفلحوا بذلك، فتدركوا به طَلباتكم عند ربكم.
الفائدة الخامسة في قوله تعالى:﴿وَجَاهِدُوا فِي اللَّهِ حَقَّ جِهَادِهِ﴾ [الحج:78]: أي وجاهدوا في سبيل الله جهادا حقا خالصا لوجهه لا تخشون فيه لومة لائم.

## المؤلفات في سورة الحج
1. الدراسة التحليلية لمقاصد وأهداف الحزب الرابع والثلاثين من القرآن الكريم –سورة الحج-، غسان تيسير إبراهيم قويدر، رسالة الماجستير في التفسير وعلوم القرآن بالجامعة الإسلامية –غزة-، 2015م.
2. الحذف في سورة الحج ووظيفته في التماسك النصي –دراسة نصية-، د. حمد بن عبد الله بن حمد السيف، مجلة كلية دار العلوم، العدد: 148، يناير 2024م.
3. الثواب والعقاب في سورة الحج –دراسة موضوعية-، د. عبد الله بن إبراهيم بن عبد الله الوهيبي، مجلة جامعة الإمام، العدد: (38)، ربيع الآخر 1423هـ.
4. الحجاج في القرآن الكريم (سورة الحج نموذجاً)، د. أحلام عبد العزيز الوصيفر، د. عزة محمد جدوع، مجلة البحث العلمي في الآداب، الجزء الحادي عشر، العدد: (19)، سنة 2018م.
5. التناسق الموضوعي في تفسير إرشاد الحيران إلى توجيهات القرآن لأبي مزيريق –سورة الحج أنموذجاً-، د. منير محمد علي الطشاني، مجلة البحوث الأكاديمية، عدد خاص بالمؤتمر العلمي الدولي جهود علماء ليبيا، 2024م.
6. منهجيات الإصلاح والتغيير في سورتي الأنبياء والحج –دراسة موضوعية-، بلال خليل ياسين، رسالة ماجستير في التفسير وعلوم القرآن بالجامعة الإسلامية بغزة، 2012م.
7. سورة الحج –دراسة نحوية وصرفية-، للباحث: إبراهيم عبد السلام أديبولو، رسالة ماجستير بجامعة أم القرى، كلية اللغة العربية، سنة 1415هـ - 1995م.

## وصلات خارجية
- سورة الحج: تجويد-تفسير - موقع Altafsir.com